# Julieta Valero
Pour les articles homonymes, voir Valero (homonymie).
Julieta Valero (Madrid, 27 juillet 1971) est une poétesse espagnole  qui écrit en castillan.

## Biographie
Julieta Valero est licenciée en philologie hispanique de l'université complutense de Madrid, où elle poursuit également des études de doctorat en littérature espagnole moderne et contemporaine.
Elle a publié des nouvelles, des poèmes et des articles dans plusieurs médias littéraires comme Ínsula, ABCD de las artes y las letras, Turia, Vulcane, Minerva, El Maquinista (de la General), Diario de Poesía (Argentine), et collabore habituellement avec les revues littéraires Encubierta, Diálogo de la lengua, Fósforo, Babab, La dama duende et la revue du ministère espagnol de la culture Literaturas.
Julieta Valero a également participé à de nombreuses anthologies telles que: Inéditos: 11 poetas (2002), 33 de Radio 3 (2004), Todo es poesía menos la poesía. 22 poetas desde Madrid (2004), 11-M. Poemas contra el olvido (2004), Poesía pasión (2004), Deshabitados (2008), Fuga de la nada. 16 propuestas poéticas (2009), El poder del cuerpo. Antología femenina contemporánea (2009), Palabras sobre palabras : 13 poetas españoles jóvenes (Chili, 2010) et Contrabando : una antología de la poesía española actual (Argentine, 2011).
Elle est l'auteure des recueils de poésie Altar de los días parados (Madrid, 2003), Los Heridos Graves (Barcelone, 2005, Prix IV Premio De Poesía Radio Joven de RNE-R3) et Autoría (Barcelone, 2010, Prix XXII Premio de Poesía Cáceres Patrimonio de la Humanidad,, Prix Premio Ausiás March 2010, et fut élu comme l'un des dix livres de l'année par la revue Quimera et parmi les meilleurs titres de 2010 par Babelia et El Cultural), ainsi que d'un bref essai lors de la ré-édition de Teatro de operaciones (Madrid, 2010). En 2018, Los Heridos Graves est traduit en italien et publié par Raffaelli Editore.
Elle a participé à de nombreuses lectures et à de nombreux festivals internationaux de poésie (Festival de Poesía de Medellín, Colombie, 2007 ; Encuentro de Poetas del Mundo Latino,, Mexique, 2010). Plusieurs de ses poèmes ont été traduits et publiés aux États-Unis, en France (notamment La porte des Poètes, en 1999), en Italie, en Allemagne, au Maroc, au Brésil, en Slovaquie et en Grèce.
Elle a codirigé et présenté pendant cinq ans avec Mariano Peyrou A ras de verso (programme de la Radio Círculo, du Círculo de Bellas Artes de Madrid), programme de poésie dans lequel a lieu un entretien avec un poète espagnol ou latino-américain à partir de ses textes. Elle fait partie du conseil et travaille comme éditrice et comme spécialiste en poésie dans le centre d'écriture créative Hotel Kafka. Depuis 2008, elle est coordinatrice à la fondation du Centre de poésie José Hierro.
En 2011, elle participe, conjointement à neuf autres poètes espagnols (Jordi Doce, Rafael Reig, Fernando Aramburu, Francisco Javier Irazoki, Santiago Auserón, Pilar Adón, Javier Azpeitia, Marta Agudo et Vicente Molina Foix) à un hommage à Raymond Queneau pour les cinquante ans de la publication de son livre culte Cent mille milliards de poèmes en faisant une version espagnole appelée Cien mil millones de poemas, mais avec un sonnet qu'ils auront composé eux-mêmes, en s'inspirant d'un des sonnets de Queneau de leur choix. L'édition est ainsi faite que chaque vers est disposé sur une languette qui peut être relevée afin de voir le vers du poème suivant, facilitant ainsi la composition de chacun des cent mille milliards de poèmes.
En 2013, en qualité de coordinatrice de la Fundación Centro de Poesía José Hierro, elle est désignée membre du jury du Prix national de la jeune poésie.
Julieta Valero est considérée comme membre de la Génération Poétique des années 2000 et son œuvre apparaît dans de nombreuses compilations ou anthologies de la poésie espagnole contemporaine.
Après plusieurs années d'interruption pour des événements vitaux importants dont un enfant, ainsi que le suggère la quatrième de couverture, Julieta Valero publie en 2015 son quatrième recueil de poésie, Que concierne.
Entre 2015 et 2016, Julieta Valero, qui vit à Madrid, et Oleñka Carrasco, qui vit à Paris, échangent via Instagram des cartes postales virtuelles composées de textes poétiques en prose et d'une photo dont elles sont l'auteur, pendant un an. Elles font part de leurs questionnements personnels ou sur l'actualité. Cet échange est remarqué par la maison d'édition Ediciones Tigres de Papel qui publie en 2017 l'ouvrage La nostalgia es una revuelta.
En 2021, Julieta Valero publie son premier roman, Niños aparte, où elle aborde l'amour et la conciliation familiale entre deux femmes ainsi que les réminiscences de l'enfance. Alternant différents registres, avec un style tour à tour cru, plus sensuel voire le comique, le désir reste au centre d'un roman qui s'inscrit également dans une veine féministe,,.

## Œuvre

### Œuvre poétique
- (es) Altar de los días parados, Bartleby, 2003[21]
- (es) Los heridos graves, DVD, 2005[22]
- (es) Autoría, DVD, 2010[23]
- (es) Que concierne, Vaso roto, 2015[32]
- (es) Los tres primeros años, Vaso roto, 2019[46]
- (es) Mitad, Vaso roto, 2021[47]

### Participation dans des anthologies ou recueils collectifs
- Antología (Asociación Colegial de Escritores de España, 1997)
- Inéditos : 11 poetas[12] (2002)
- 33 de Radio 3[13] (2004)
- Todo es poesía menos la poesía. 22 poetas desde Madrid[14], (2004)
- 11-M. Poemas contra el olvido[15] (2004)
- Poesía pasión[16] (2004)
- Deshabitados[17] (2008)
- Por dónde camina la poesía española. Revista Letra internacional 98. Numéro 98. 2008. Fundación Pablo Iglesias,  (ISSN 0213-4721)
- Fuga de la nada. 16 propuestas poéticas[18] (2009)
- El poder del cuerpo. Antología femenina contemporánea[19] (2009)
- Palabras sobre palabras : 13 poetas españoles jóvenes[20] (Chili, 2010)
- Contrabando : una antología de la poesía española actual (Argentine, 2011)
- Cien mil millones de poemas: homenaje a Raymond Queneau[36] (2011)
- La Nostalgia es una revuelta, échange épistolaire poétique avec Oleñka Carrasco[48] (2017)

### Essais
- La integración silenciosa. Ínsula : Revista de letras y ciencias humanas, Numéro 702, 2005, pages 14–15.
- Un bref essai lors de la ré-édition de Teatro de operaciones[27], de Antonio Martínez Sarrión (Madrid, Bartleby, 2010)

### Roman
- Niños aparte (Madrid : Caballo de Troya, 2021)[42]

### Prix
- XVIII Premio de Poesía (Prix de poésie) et le XVIII Premio de Cuentos (Prix de contes) de la part du C.M.U. Isabel de España (1997)
- Elle fut nommée pour le prix Adonáis de Poésie en 1998 et 1999
- IV Premio de Poesía Joven de Radio 3 pour son livre Los heridos graves (2005)
- XXII Premio de Poesía, « Cáceres, Patrimonio de la Humanidad » pour son recueil de poèmes Autoría[24],[25] (2009)
- Premio Ausiás March pour son recueil de poèmes Autoría[26] (2010)